# Гексафторостаннат(IV) калия
Гексафторостаннат(IV) калия — неорганическое соединение,
соль калия и гексафторооловянной кислоты
с формулой K2[SnF6],
бесцветные кристаллы,
растворяется в воде,
образует кристаллогидраты.

## Физические свойства
Гексафторостаннат(IV) калия образует бесцветные кристаллы
кубической сингонии,
параметры ячейки a = 0,813 нм.
Растворяется в воде.
Образует кристаллогидрат состава K2[SnF6]•H2O — кристаллы
ромбической сингонии,
пространственная группа F ddd,
параметры ячейки a = 1,16890 нм, b = 1,37492 нм, c = 1,76484 нм, Z = 16.
С образует аддукты вида K2[SnF6]•KHF2, K2[SnF6]•4HF.